# Casa Baratheon
(Motto della Casa Baratheon)
La Casa Baratheon è una casata nobiliare facente parte del mondo della saga fantasy Cronache del ghiaccio e del fuoco di George R. R. Martin.
I Baratheon dominano le Terre della Tempesta dalla roccaforte di Capo Tempesta. Il loro stemma è un cervo nero su sfondo dorato, incoronato dopo la Ribellione di Robert e il loro motto è "Nostra è la Furia". Le caratteristiche dei membri della dinastia sono principalmente capelli neri e occhi azzurri.

## Storia
È la più recente tra le grandi casate, nata durante le guerre di Conquista. Fa risalire la discendenza da Orys Baratheon, uno dei più fieri generali di Aegon il Conquistatore, e si dice che fosse addirittura un suo fratello bastardo.
Uno dei più validi combattenti di Aegon sconfisse e uccise in battaglia Argilac Durrandon, detto l'Arrogante, ultimo dei Re di Capo Tempesta. Aegon lo ricompensò donandogli il castello, il vessillo, le terre e la figlia di Argilac. Orys prese così a tutti gli effetti l'eredità di Argilac, le cui origini risalgono fino all'Età degli Eroi e a Re Durran I "Godsgrief" primo Re di Capo Tempesta.
I Baratheon sono uomini testardi e impetuosi, inclini all'azione più che alla riflessione.
Quindici anni prima dell'inizio della saga Robert Baratheon, lord di Capo Tempesta, insorse contro la Casa Targaryen dopo che il principe Rhaegar rapì la sua promessa sposa, Lyanna Stark. Al suo fianco scesero in guerra le case Stark, Tully e Arryn.
Suo fratello minore Stannis difese la fortezza di Capo Tempesta dall'assedio delle armate di Casa Tyrell per più di un anno, e in seguito guidò la flotta Baratheon alla conquista della Roccia del Drago.
Robert Baratheon uccise Rhaegar e sconfisse con i suoi alleati i Targaryen rivendicando il Trono di Spade. Concesse a Stannis la Roccia del Drago mentre diede a Renly, il fratello più giovane, Capo Tempesta, con disappunto di Stannis che avrebbe dovuto avere di diritto l'antico castello dei Baratheon.

## Albero genealogico
|                       |               |               |               |               |               |  |  |                  |                  |                  |                  |                  |                  |         |         |                   |                   |                   |                   |                   |                   |                   |                   |                   |                   |         |         |         |         |  |  |                |                |                |                | Aegon V Targaryen |                |  |  |       |       |       |       |       |       |  |  |  |  |                   |                   |                   |                   |                    |                    |                    |                    |                        |                        |                        |                        |                        |                        |                   |                   |                   |                   |                   |                   |                   |                   |  |  |                    |                    |                    |                    |                    |                    |  |  |  |  |
|                       |               |               |               |               |               |  |  |                  |                  |                  |                  |                  |                  |         |         |                   |                   |                   |                   |                   |                   |                   |                   |                   |                   |         |         |         |         |  |  |                |                |                |                |                   |                |  |  |       |       |       |       |       |       |  |  |  |  |                   |                   |                   |                   |                    |                    |                    |                    |                        |                        |                        |                        |                        |                        |                   |                   |                   |                   |                   |                   |                   |                   |  |  |                    |                    |                    |                    |                    |                    |  |  |  |  |
|                       |               |               |               |               |               |  |  |                  |                  |                  |                  |                  |                  |         |         |                   |                   |                   |                   |                   |                   |                   |                   |                   |                   |         |         |         |         |  |  |                |                |                |                |                   |                |  |  |       |       |       |       |       |       |  |  |  |  |                   |                   |                   |                   |                    |                    |                    |                    |                        |                        |                        |                        |                        |                        |                   |                   |                   |                   |                   |                   |                   |                   |  |  |                    |                    |                    |                    |                    |                    |  |  |  |  |
|                       |               |               |               |               |               |  |  | Ormund Baratheon | Ormund Baratheon | Ormund Baratheon | Ormund Baratheon | Ormund Baratheon | Ormund Baratheon |         |         | Rhaelle Targaryen | Rhaelle Targaryen | Rhaelle Targaryen | Rhaelle Targaryen | Rhaelle Targaryen | Rhaelle Targaryen |                   |                   |                   |                   |         |         |         |         |  |  |                |                |                |                |                   |                |  |  |       |       |       |       |       |       |  |  |  |  |                   |                   |                   |                   |                    |                    |                    |                    | Jaehaerys II Targaryen | Jaehaerys II Targaryen | Jaehaerys II Targaryen | Jaehaerys II Targaryen | Jaehaerys II Targaryen | Jaehaerys II Targaryen |                   |                   |                   |                   |                   |                   |                   |                   |  |  |                    |                    |                    |                    |                    |                    |  |  |  |  |
|                       |               |               |               |               |               |  |  | Ormund Baratheon | Ormund Baratheon | Ormund Baratheon | Ormund Baratheon | Ormund Baratheon | Ormund Baratheon |         |         | Rhaelle Targaryen | Rhaelle Targaryen | Rhaelle Targaryen | Rhaelle Targaryen | Rhaelle Targaryen | Rhaelle Targaryen |                   |                   |                   |                   |         |         |         |         |  |  |                |                |                |                |                   |                |  |  |       |       |       |       |       |       |  |  |  |  |                   |                   |                   |                   |                    |                    |                    |                    | Jaehaerys II Targaryen | Jaehaerys II Targaryen | Jaehaerys II Targaryen | Jaehaerys II Targaryen | Jaehaerys II Targaryen | Jaehaerys II Targaryen |                   |                   |                   |                   |                   |                   |                   |                   |  |  |                    |                    |                    |                    |                    |                    |  |  |  |  |
|                       |               |               |               |               |               |  |  |                  |                  |                  |                  |                  |                  |         |         |                   |                   |                   |                   |                   |                   |                   |                   |                   |                   |         |         |         |         |  |  |                |                |                |                |                   |                |  |  |       |       |       |       |       |       |  |  |  |  |                   |                   |                   |                   |                    |                    |                    |                    |                        |                        |                        |                        |                        |                        |                   |                   |                   |                   |                   |                   |                   |                   |  |  |                    |                    |                    |                    |                    |                    |  |  |  |  |
|                       |               |               |               |               |               |  |  |                  |                  |                  |                  |                  |                  |         |         |                   |                   |                   |                   |                   |                   |                   |                   |                   |                   |         |         |         |         |  |  |                |                |                |                |                   |                |  |  |       |       |       |       |       |       |  |  |  |  |                   |                   |                   |                   |                    |                    |                    |                    |                        |                        |                        |                        |                        |                        |                   |                   |                   |                   |                   |                   |                   |                   |  |  |                    |                    |                    |                    |                    |                    |  |  |  |  |
|                       |               |               |               |               |               |  |  |                  |                  |                  |                  | Steffon          | Steffon          | Steffon | Steffon | Steffon           | Steffon           |                   |                   | Cassana Estermont | Cassana Estermont | Cassana Estermont | Cassana Estermont | Cassana Estermont | Cassana Estermont |         |         |         |         |  |  |                |                |                |                |                   |                |  |  |       |       |       |       |       |       |  |  |  |  |                   |                   |                   |                   | Aerys II Targaryen | Aerys II Targaryen | Aerys II Targaryen | Aerys II Targaryen | Aerys II Targaryen     | Aerys II Targaryen     |                        |                        | Rhaella Targaryen      | Rhaella Targaryen      | Rhaella Targaryen | Rhaella Targaryen | Rhaella Targaryen | Rhaella Targaryen |                   |                   |                   |                   |  |  |                    |                    |                    |                    |                    |                    |  |  |  |  |
|                       |               |               |               |               |               |  |  |                  |                  |                  |                  | Steffon          | Steffon          | Steffon | Steffon | Steffon           | Steffon           |                   |                   | Cassana Estermont | Cassana Estermont | Cassana Estermont | Cassana Estermont | Cassana Estermont | Cassana Estermont |         |         |         |         |  |  |                |                |                |                |                   |                |  |  |       |       |       |       |       |       |  |  |  |  |                   |                   |                   |                   | Aerys II Targaryen | Aerys II Targaryen | Aerys II Targaryen | Aerys II Targaryen | Aerys II Targaryen     | Aerys II Targaryen     |                        |                        | Rhaella Targaryen      | Rhaella Targaryen      | Rhaella Targaryen | Rhaella Targaryen | Rhaella Targaryen | Rhaella Targaryen |                   |                   |                   |                   |  |  |                    |                    |                    |                    |                    |                    |  |  |  |  |
|                       |               |               |               |               |               |  |  |                  |                  |                  |                  |                  |                  |         |         |                   |                   |                   |                   |                   |                   |                   |                   |                   |                   |         |         |         |         |  |  |                |                |                |                |                   |                |  |  |       |       |       |       |       |       |  |  |  |  |                   |                   |                   |                   |                    |                    |                    |                    |                        |                        |                        |                        |                        |                        |                   |                   |                   |                   |                   |                   |                   |                   |  |  |                    |                    |                    |                    |                    |                    |  |  |  |  |
|                       |               |               |               |               |               |  |  |                  |                  |                  |                  |                  |                  |         |         |                   |                   |                   |                   |                   |                   |                   |                   |                   |                   |         |         |         |         |  |  |                |                |                |                |                   |                |  |  |       |       |       |       |       |       |  |  |  |  |                   |                   |                   |                   |                    |                    |                    |                    |                        |                        |                        |                        |                        |                        |                   |                   |                   |                   |                   |                   |                   |                   |  |  |                    |                    |                    |                    |                    |                    |  |  |  |  |
| diverse donne         | diverse donne | diverse donne | diverse donne | diverse donne | diverse donne |  |  | Robert           | Robert           | Robert           | Robert           | Robert           | Robert           |         |         | Cersei Lannister  | Cersei Lannister  | Cersei Lannister  | Cersei Lannister  | Cersei Lannister  | Cersei Lannister  |                   |                   | Stannis           | Stannis           | Stannis | Stannis | Stannis | Stannis |  |  | Selyse Florent | Selyse Florent | Selyse Florent | Selyse Florent | Selyse Florent    | Selyse Florent |  |  | Renly | Renly | Renly | Renly | Renly | Renly |  |  |  |  | Rhaegar Targaryen | Rhaegar Targaryen | Rhaegar Targaryen | Rhaegar Targaryen | Rhaegar Targaryen  | Rhaegar Targaryen  |                    |                    | Elia Martell           | Elia Martell           | Elia Martell           | Elia Martell           | Elia Martell           | Elia Martell           |                   |                   | Viserys Targaryen | Viserys Targaryen | Viserys Targaryen | Viserys Targaryen | Viserys Targaryen | Viserys Targaryen |  |  | Daenerys Targaryen | Daenerys Targaryen | Daenerys Targaryen | Daenerys Targaryen | Daenerys Targaryen | Daenerys Targaryen |  |  |  |  |
| diverse donne         | diverse donne | diverse donne | diverse donne | diverse donne | diverse donne |  |  | Robert           | Robert           | Robert           | Robert           | Robert           | Robert           |         |         | Cersei Lannister  | Cersei Lannister  | Cersei Lannister  | Cersei Lannister  | Cersei Lannister  | Cersei Lannister  |                   |                   | Stannis           | Stannis           | Stannis | Stannis | Stannis | Stannis |  |  | Selyse Florent | Selyse Florent | Selyse Florent | Selyse Florent | Selyse Florent    | Selyse Florent |  |  | Renly | Renly | Renly | Renly | Renly | Renly |  |  |  |  | Rhaegar Targaryen | Rhaegar Targaryen | Rhaegar Targaryen | Rhaegar Targaryen | Rhaegar Targaryen  | Rhaegar Targaryen  |                    |                    | Elia Martell           | Elia Martell           | Elia Martell           | Elia Martell           | Elia Martell           | Elia Martell           |                   |                   | Viserys Targaryen | Viserys Targaryen | Viserys Targaryen | Viserys Targaryen | Viserys Targaryen | Viserys Targaryen |  |  | Daenerys Targaryen | Daenerys Targaryen | Daenerys Targaryen | Daenerys Targaryen | Daenerys Targaryen | Daenerys Targaryen |  |  |  |  |
|                       |               |               |               |               |               |  |  |                  |                  |                  |                  |                  |                  |         |         |                   |                   |                   |                   |                   |                   |                   |                   |                   |                   |         |         |         |         |  |  |                |                |                |                |                   |                |  |  |       |       |       |       |       |       |  |  |  |  |                   |                   |                   |                   |                    |                    |                    |                    |                        |                        |                        |                        |                        |                        |                   |                   |                   |                   |                   |                   |                   |                   |  |  |                    |                    |                    |                    |                    |                    |  |  |  |  |
|                       |               |               |               |               |               |  |  |                  |                  |                  |                  |                  |                  |         |         |                   |                   |                   |                   |                   |                   |                   |                   |                   |                   |         |         |         |         |  |  |                |                |                |                |                   |                |  |  |       |       |       |       |       |       |  |  |  |  |                   |                   |                   |                   |                    |                    |                    |                    |                        |                        |                        |                        |                        |                        |                   |                   |                   |                   |                   |                   |                   |                   |  |  |                    |                    |                    |                    |                    |                    |  |  |  |  |
| Mya Stone             | Mya Stone     | Mya Stone     | Mya Stone     | Mya Stone     | Mya Stone     |  |  | Joffrey          | Joffrey          | Joffrey          | Joffrey          | Joffrey          | Joffrey          |         |         | Myrcella          | Myrcella          | Myrcella          | Myrcella          | Myrcella          | Myrcella          |                   |                   | Tommen            | Tommen            | Tommen  | Tommen  | Tommen  | Tommen  |  |  | Shireen        | Shireen        | Shireen        | Shireen        | Shireen           | Shireen        |  |  |       |       |       |       |       |       |  |  |  |  |                   |                   |                   |                   |                    |                    |                    |                    |                        |                        |                        |                        |                        |                        |                   |                   |                   |                   |                   |                   |                   |                   |  |  |                    |                    |                    |                    |                    |                    |  |  |  |  |
| Mya Stone             | Mya Stone     | Mya Stone     | Mya Stone     | Mya Stone     | Mya Stone     |  |  | Joffrey          | Joffrey          | Joffrey          | Joffrey          | Joffrey          | Joffrey          |         |         | Myrcella          | Myrcella          | Myrcella          | Myrcella          | Myrcella          | Myrcella          |                   |                   | Tommen            | Tommen            | Tommen  | Tommen  | Tommen  | Tommen  |  |  | Shireen        | Shireen        | Shireen        | Shireen        | Shireen           | Shireen        |  |  |       |       |       |       |       |       |  |  |  |  |                   |                   |                   |                   |                    |                    |                    |                    |                        |                        |                        |                        |                        |                        |                   |                   |                   |                   |                   |                   |                   |                   |  |  |                    |                    |                    |                    |                    |                    |  |  |  |  |
|                       |               |               |               |               |               |  |  |                  |                  |                  |                  |                  |                  |         |         |                   |                   |                   |                   |                   |                   |                   |                   |                   |                   |         |         |         |         |  |  |                |                |                |                |                   |                |  |  |       |       |       |       |       |       |  |  |  |  |                   |                   |                   |                   |                    |                    |                    |                    |                        |                        |                        |                        |                        |                        |                   |                   |                   |                   |                   |                   |                   |                   |  |  |                    |                    |                    |                    |                    |                    |  |  |  |  |
| Edric Storm           |               |               |               |               |               |  |  |                  |                  |                  |                  |                  |                  |         |         |                   |                   |                   |                   |                   |                   |                   |                   |                   |                   |         |         |         |         |  |  |                |                |                |                |                   |                |  |  |       |       |       |       |       |       |  |  |  |  |                   |                   |                   |                   |                    |                    |                    |                    |                        |                        |                        |                        |                        |                        |                   |                   |                   |                   |                   |                   |                   |                   |  |  |                    |                    |                    |                    |                    |                    |  |  |  |  |
|                       |               |               |               |               |               |  |  |                  |                  |                  |                  |                  |                  |         |         |                   |                   |                   |                   |                   |                   |                   |                   |                   |                   |         |         |         |         |  |  |                |                |                |                |                   |                |  |  |       |       |       |       |       |       |  |  |  |  |                   |                   |                   |                   |                    |                    |                    |                    |                        |                        |                        |                        |                        |                        |                   |                   |                   |                   |                   |                   |                   |                   |  |  |                    |                    |                    |                    |                    |                    |  |  |  |  |
|                       |               |               |               |               |               |  |  |                  |                  |                  |                  |                  |                  |         |         |                   |                   |                   |                   |                   |                   |                   |                   |                   |                   |         |         |         |         |  |  |                |                |                |                |                   |                |  |  |       |       |       |       |       |       |  |  |  |  |                   |                   |                   |                   |                    |                    |                    |                    |                        |                        |                        |                        |                        |                        |                   |                   |                   |                   |                   |                   |                   |                   |  |  |                    |                    |                    |                    |                    |                    |  |  |  |  |
| Gendry                |               |               |               |               |               |  |  |                  |                  |                  |                  |                  |                  |         |         |                   |                   |                   |                   |                   |                   |                   |                   |                   |                   |         |         |         |         |  |  |                |                |                |                |                   |                |  |  |       |       |       |       |       |       |  |  |  |  |                   |                   |                   |                   |                    |                    |                    |                    |                        |                        |                        |                        |                        |                        |                   |                   |                   |                   |                   |                   |                   |                   |  |  |                    |                    |                    |                    |                    |                    |  |  |  |  |
|                       |               |               |               |               |               |  |  |                  |                  |                  |                  |                  |                  |         |         |                   |                   |                   |                   |                   |                   |                   |                   |                   |                   |         |         |         |         |  |  |                |                |                |                |                   |                |  |  |       |       |       |       |       |       |  |  |  |  |                   |                   |                   |                   |                    |                    |                    |                    |                        |                        |                        |                        |                        |                        |                   |                   |                   |                   |                   |                   |                   |                   |  |  |                    |                    |                    |                    |                    |                    |  |  |  |  |
|                       |               |               |               |               |               |  |  |                  |                  |                  |                  |                  |                  |         |         |                   |                   |                   |                   |                   |                   |                   |                   |                   |                   |         |         |         |         |  |  |                |                |                |                |                   |                |  |  |       |       |       |       |       |       |  |  |  |  |                   |                   |                   |                   |                    |                    |                    |                    |                        |                        |                        |                        |                        |                        |                   |                   |                   |                   |                   |                   |                   |                   |  |  |                    |                    |                    |                    |                    |                    |  |  |  |  |
| Bella                 |               |               |               |               |               |  |  |                  |                  |                  |                  |                  |                  |         |         |                   |                   |                   |                   |                   |                   |                   |                   |                   |                   |         |         |         |         |  |  |                |                |                |                |                   |                |  |  |       |       |       |       |       |       |  |  |  |  |                   |                   |                   |                   |                    |                    |                    |                    |                        |                        |                        |                        |                        |                        |                   |                   |                   |                   |                   |                   |                   |                   |  |  |                    |                    |                    |                    |                    |                    |  |  |  |  |
|                       |               |               |               |               |               |  |  |                  |                  |                  |                  |                  |                  |         |         |                   |                   |                   |                   |                   |                   |                   |                   |                   |                   |         |         |         |         |  |  |                |                |                |                |                   |                |  |  |       |       |       |       |       |       |  |  |  |  |                   |                   |                   |                   |                    |                    |                    |                    |                        |                        |                        |                        |                        |                        |                   |                   |                   |                   |                   |                   |                   |                   |  |  |                    |                    |                    |                    |                    |                    |  |  |  |  |
|                       |               |               |               |               |               |  |  |                  |                  |                  |                  |                  |                  |         |         |                   |                   |                   |                   |                   |                   |                   |                   |                   |                   |         |         |         |         |  |  |                |                |                |                |                   |                |  |  |       |       |       |       |       |       |  |  |  |  |                   |                   |                   |                   |                    |                    |                    |                    |                        |                        |                        |                        |                        |                        |                   |                   |                   |                   |                   |                   |                   |                   |  |  |                    |                    |                    |                    |                    |                    |  |  |  |  |
| Barra                 |               |               |               |               |               |  |  |                  |                  |                  |                  |                  |                  |         |         |                   |                   |                   |                   |                   |                   |                   |                   |                   |                   |         |         |         |         |  |  |                |                |                |                |                   |                |  |  |       |       |       |       |       |       |  |  |  |  |                   |                   |                   |                   |                    |                    |                    |                    |                        |                        |                        |                        |                        |                        |                   |                   |                   |                   |                   |                   |                   |                   |  |  |                    |                    |                    |                    |                    |                    |  |  |  |  |
|                       |               |               |               |               |               |  |  |                  |                  |                  |                  |                  |                  |         |         |                   |                   |                   |                   |                   |                   |                   |                   |                   |                   |         |         |         |         |  |  |                |                |                |                |                   |                |  |  |       |       |       |       |       |       |  |  |  |  |                   |                   |                   |                   |                    |                    |                    |                    |                        |                        |                        |                        |                        |                        |                   |                   |                   |                   |                   |                   |                   |                   |  |  |                    |                    |                    |                    |                    |                    |  |  |  |  |
|                       |               |               |               |               |               |  |  |                  |                  |                  |                  |                  |                  |         |         |                   |                   |                   |                   |                   |                   |                   |                   |                   |                   |         |         |         |         |  |  |                |                |                |                |                   |                |  |  |       |       |       |       |       |       |  |  |  |  |                   |                   |                   |                   |                    |                    |                    |                    |                        |                        |                        |                        |                        |                        |                   |                   |                   |                   |                   |                   |                   |                   |  |  |                    |                    |                    |                    |                    |                    |  |  |  |  |
| altri undici bastardi |               |               |               |               |               |  |  |                  |                  |                  |                  |                  |                  |         |         |                   |                   |                   |                   |                   |                   |                   |                   |                   |                   |         |         |         |         |  |  |                |                |                |                |                   |                |  |  |       |       |       |       |       |       |  |  |  |  |                   |                   |                   |                   |                    |                    |                    |                    |                        |                        |                        |                        |                        |                        |                   |                   |                   |                   |                   |                   |                   |                   |  |  |                    |                    |                    |                    |                    |                    |  |  |  |  |
|                       |               |               |               |               |               |  |  |                  |                  |                  |                  |                  |                  |         |         |                   |                   |                   |                   |                   |                   |                   |                   |                   |                   |         |         |         |         |  |  |                |                |                |                |                   |                |  |  |       |       |       |       |       |       |  |  |  |  |                   |                   |                   |                   |                    |                    |                    |                    |                        |                        |                        |                        |                        |                        |                   |                   |                   |                   |                   |                   |                   |                   |  |  |                    |                    |                    |                    |                    |                    |  |  |  |  |

## Membri della casata

### Re Robert I Baratheon
Figlio primogenito di Steffon Baratheon e Cassana Estermont, Robert è l'erede di Capo Tempesta e in seguito re dei Sette Regni. È un uomo di indole impulsiva, gioviale e rozza nonostante l'alto lignaggio, che si dimostra poco interessato alle arti (se non quelle marziali) e un grande donnaiolo; in gioventù viene descritto come di bell'aspetto, molto alto e possente, con la carnagione intermedia, i capelli neri e gli occhi blu, ma il passare del tempo e lo smodato consumo di alcol e cibo lo hanno reso depresso, lavativo e alcolizzato, dandogli un aspetto e un carattere sempre peggiori: il giorno del suo arrivo a Grande Inverno, dopo quindici anni di regno, Jon Snow lo descrive come un uomo obeso, con la barba che nasconde un doppio mento e una faccia perennemente rossa e sudata, dal passo claudicante e malfermo.
Cresce a Nido dell'Aquila sotto la protezione di lord Jon Arryn e, ancora giovane, mette al mondo una figlia bastarda, Mya Stone; in questo periodo conosce Eddard Stark, di Grande Inverno, di cui diviene amico fraterno al punto da venire promesso sposo a sua sorella Lyanna, della quale è follemente innamorato, pur non conoscendola appieno.
Prima che le nozze possano celebrarsi, tuttavia, la ragazza viene rapita dal principe Rhaegar Targaryen, figlio di re Aerys II, e ciò porta alla guerra contro la casa regnante; il futuro re diventa celebre nel corso della Battaglia del Tridente, nella quale uccide in duello Rhaegar per poi trovare l'appoggio dei Lannister: lord Tywin commissiona l'omicidio della moglie e dei figli del principe mentre ser Jaime suo figlio uccide il re, sebbene avesse giurato di proteggerlo in quanto membro della sua guardia personale. Robert può così appropriarsi del Trono di Spade ma Lyanna muore in circostanze misteriose senza che lui o Ned riescano a salvarla; prende quindi in sposa la figlia di Tywin, Cersei, ma comunque non riesce a dimenticare il suo vecchio amore e cade sempre di più nell'apatia.
Da sovrano si dimostra ben poco interessato alle faccende del regno, che delega ai subordinati, prediligendo invece la caccia, i banchetti, i tornei e le donne; chi l'ha conosciuto da vicino afferma che la sua grandezza come guerriero fosse paragonabile alla sua incompetenza come sovrano. Anche il suo matrimonio è infelice ed entrambi sono coniugi infedeli: lui ha relazioni con diverse donne nobili e non con cui genera molti figli bastardi mentre lei ricomincia la sua relazione incestuosa con il fratello Jamie, da cui nasceranno (a insaputa di Robert, che non sospetta mai di non esserne il padre) Joffrey, Myrcella e Tommen. Durante una visita a Grande Inverno presso Ned, Robert decide di unificare la sua famiglia con quella degli Stark promettendo Joffrey in sposo alla secondogenita Sansa e nominare il suo amico Primo Cavaliere ma un susseguirsi di eventi, come il grave infortunio del piccolo Bran, instilla tra le due casate un crescente astio.
Muore successivamente ad una battuta di caccia al cinghiale in cui viene sventrato dalla bestia, che non riesce a colpire in quanto non lucido per aver bevuto del vino che Eddard sospetta fosse stato drogato: la bevanda sarebbe stata servitagli dal suo scudiero Lancel Lannister, cugino di Cersei, su ordine di quest'ultima, affinché il re non sapesse mai che i suoi eredi sono in realtà bastardi nati dalla relazione incestuosa tra la regina e il suo gemello. La sua morte porterà a una sanguinosa battaglia per il conseguimento del potere, che sfocia poi nella Guerra dei Cinque Re.
Nella serie televisiva Il Trono di Spade, tratta dai romanzi, è interpretato da Mark Addy e doppiato in italiano da Stefano De Sando. La storia di Robert fino alla sua morte è una di quelle che segue più fedelmente il romanzo. Le uniche differenze sono il fatto che Cersei lo abbia amato all'inizio del loro matrimonio e abbia partorito un figlio suo, ma morto in fasce. A partire dalla fine della sesta e della settima stagione viene rivelato che Lyanna Stark non fu rapita, ma sposò in segreto Rhaegar Targaryen e morì di parto dando alla luce il figlio di quest'ultimo, Aegon Targaryen, adottato poi da Ned Stark e cresciuto con il nome di Jon Snow. Questo prova definitivamente quanto Robert abbia amato nulla di più di un sogno, perché Lyanna, con tutti i pericoli di tale decisione, scelse un altro uomo.

### Stannis Baratheon

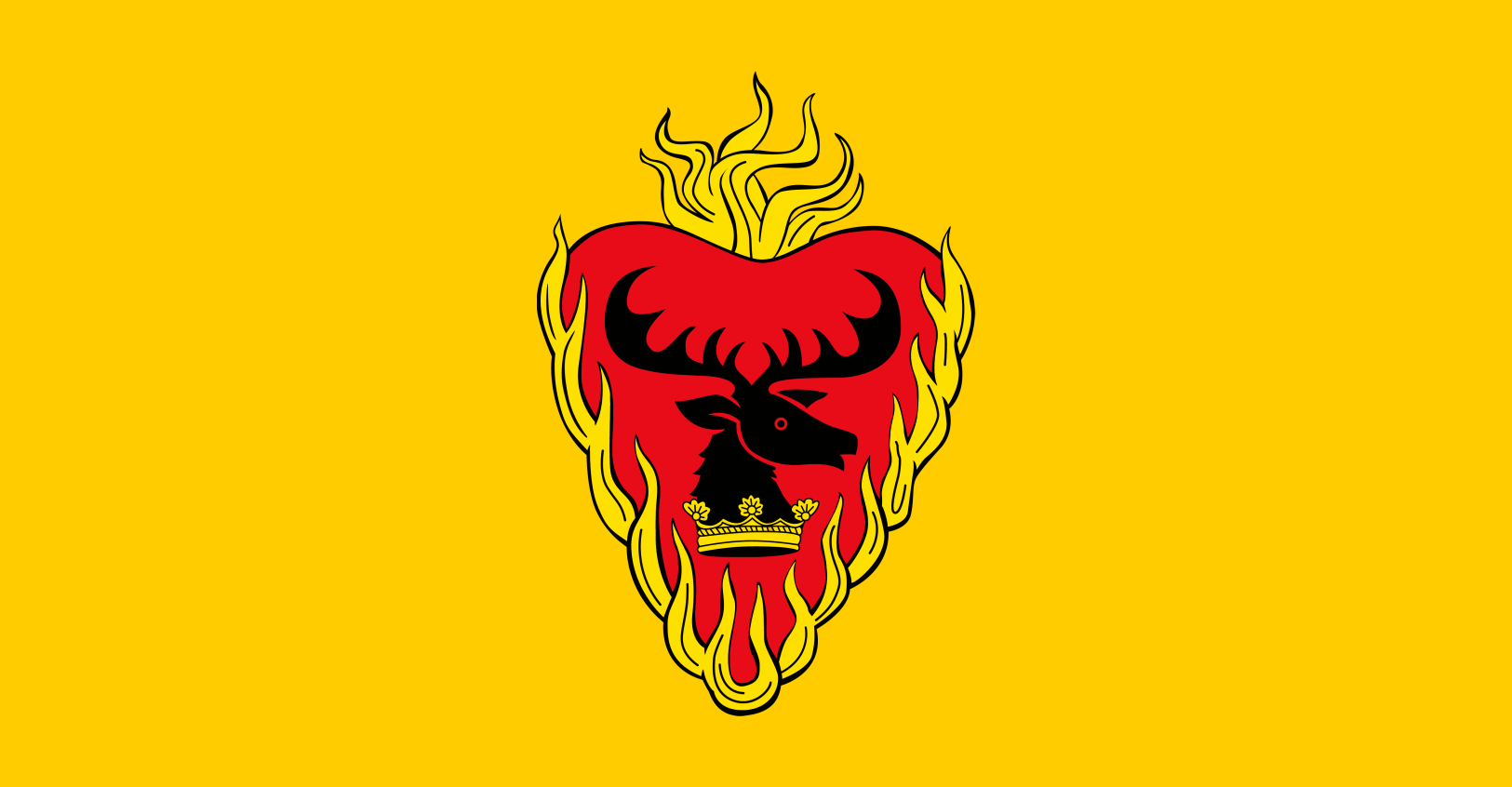
Sigillo personale di Stannis, il cervo incoronato dei Baratheon nel cuore infuocato di R'hllor, in campo giallo

Figlio secondogenito di Steffon e Cassana Estermont, Stannis è il lord di Roccia del Drago ed in seguito l'aspirante re dei Sette Regni dopo la morte del fratello Robert. Stannis è un uomo freddo, cupo e integerrimo, stimato per le sue doti da comandante militare ma privo dell'altrui simpatia per la sua indole troppo severa. Viene descritto come molto alto, robusto, dagli occhi blu scuro e i capelli neri. Ciononostante spesso viene definito come il meno affascinante dei suoi fratelli, per i suoi capelli diradati e i suoi lineamenti rigidi e prominenti. Oltretutto, l'ex fabbro di Capo Tempesta, e poi fabbro del Castello Nero, Donald Noye, descrive la differenza tra Stannis ed il fratello maggiore paragonando quest'ultimo all'acciaio temprato e Stannis al ferro puro, cioè duro e forte ma meno malleabile, e quindi meno funzionale.
Appena tredicenne, Stannis perde i suoi genitori in un naufragio. L'evento lo sconvolge in modo tale che perde la sua fede religiosa verso i Sette Dei e si chiude in se stesso. Alla vigilia della ribellione dei Sette Regni, Stannis appoggia la causa di Robert e schiera il suo esercito, sconfiggendo con determinazione le armate Tyrell a Capo Tempesta. Viene ricordato anche per l'assedio subìto all'interno della città, cui sopravvisse anche grazie all'aiuto di Davos Seaworth. Stannis conquista in seguito Roccia del Drago, ma, pur essendo il secondogenito e quindi successore per diritto di Capo Tempesta, il neo re Robert lo nomina invece lord di Roccia del Drago, riservando le più fiorenti terre natie al fratello Renly. Più volte Stannis riceve spesso poca considerazione se non addirittura una categorica mancanza di rispetto da parte del fratello, tuttavia Stannis non si lamenta mai dei continui torti a lui inflitti ingiustamente; governa Roccia del Drago egregiamente e sposa Selyse Florent. Il loro matrimonio è privo di amore e nasce la loro figlia unigenita Shireen.
Stannis è forse il primo, insieme a Jon Arryn, a nutrire sospetti sulla legittimità degli eredi al Trono di Spade e, quando Jon muore avvelenato, Robert perisce in seguito a un sospetto incidente di caccia ed Eddard Stark viene giustiziato per aver denunciato il nuovo re Joffrey come bastardo della regina Cersei Lannister e del di lei gemello Jaime, ogni suo dubbio si dissipa: muove guerra contro Joffrey per reclamare per sé i Sette Regni, dei quali si autoproclama sovrano. Anche suo fratello Renly si autoproclama re e diviene quindi suo nemico. Al fine di ottenere i Sette Regni, Stannis si affida a Melisandre, una sacerdotessa del Signore della Luce R'hllor dalle doti magiche che lo convince a convertirsi alla sua religione che a suo dire lo renderà re. Melisandre utilizza le sue abilità magiche per partorire un'ombra animata, che assassina Renly nella sua tenda alle prime luci dell'alba. In seguito a ciò, la maggioranza dei sostenitori di Renly giura alleanza a Stannis.
Con Capo Tempesta sotto il suo controllo, Stannis lancia un assalto anfibio contro Approdo del Re, ma le sue forze vengono sconfitte ad un passo dalla vittoria quando, inaspettatamente, la sua flotta viene devastata con l'altofuoco e giungono sul posto dei rinforzi Lannister e Tyrell. Grazie alla magia di Melisandre, Stannis ottiene successivamente la morte di Joffrey, Balon Greyjoy e Robb Stark. Stannis è l'unico generale del continente a rispondere al messaggio di aiuto dei Guardiani della Notte circa l'esistenza degli estranei, dirigendosi a Nord per difendere la Barriera: le sue forze arrivano giusto in tempo per impedire all'armata di bruti di Mance Rayder di vincere la battaglia di Castello Nero. Dopo aver incontrato il sostegno di Jon Snow, dei clan del Nord e di alcune casate fedeli agli Stark (queste ultime in seguito alla liberazione dagli Uomini di Ferro di Deepwood Motte, seggio di Casa Glover, conquistata da Asha Greyjoy durante la Guerra dei Cinque Re), marcia verso Grande Inverno - nel frattempo conquistata dalla casa Bolton - ma il suo esercito viene colto di sorpresa dalle armate dei traditori Karstark, e le sorti di Stannis restano momentaneamente ignote. Secondo una lettera inviata da Ramsay Bolton a Jon Snow, Stannis rimane ucciso con la maggior parte dei suoi uomini durante l'assedio di Grande Inverno. Non è dato sapere, comunque, se Stannis sia davvero morto o se questa sia solo una menzogna scritta da Ramsay.
Nella serie televisiva Il Trono di Spade, tratta dai romanzi, è interpretato da Stephen Dillane e doppiato in italiano da Antonio Sanna. La sua raffigurazione presenta alcune ma sostanziali differenze: innanzitutto, lui e la moglie hanno avuto tre figli morti durante la gravidanza, il bastardo che cerca di sacrificare non è Edric Storm, assente nella serie, ma Gendry, mentre la collaborazione col suo Primo Cavaliere, Davos Seaworth, per quanto fedele si discosta dato che l'ex contrabbandiere continua a seguirlo fino al Nord. Qui Stannis, quando la sua armata viene messa sotto scacco dal freddo del Nord e dalla guerriglia dei Bolton, si lascia prendere dalla disperazione ed accetta di immolare sul rogo la figlia Shireen a R'hllor, sotto consiglio di Melisandre. Il gesto si rivela non solo devastante per il generalissimo, che per la prima e unica volta viene mostrato versare delle lacrime, ma persino inutile: anche se il giorno dopo il ghiaccio inizia a sciogliersi, Selyse si è suicidata per aver permesso la morte della figlia, mentre metà dei soldati diserta poiché disgustati da ciò a cui hanno assistito. Abbandonato pure da Melisandre, Stannis decide di marciare comunque verso Grande Inverno, ma il suo esercito viene caricato da quello dei Bolton, ormai meglio armato e più numeroso. Così Stannis resta ferito e, unico sopravvissuto del suo esercito, viene raggiunto da Brienne di Tarth, ex guardia del corpo di Renly, che lo condanna a venir sommariamente giustiziato per aver fatto uccidere Renly. Senza più nulla, Stannis affronta persino la morte con austerità e apatia, limitandosi a dirle di fare il suo dovere. Con la sua morte, l'unico Baratheon rimasto in vita è Gendry, bastardo di Robert che, qualche anno dopo, diventerà il nuovo Lord di Capo Tempesta.

### Renly Baratheon
Figlio terzogenito di Steffon e Cassana Estremont, Renly è il lord di Capo Tempesta: è un uomo gioviale, divertente e sempre di buon umore, che si è guadagnato l'amore del popolo per la sua generosità verso di esso. Sono molte le sue spasimanti, ma viene spesso sottinteso che sia omosessuale. Renly ha ventuno anni all'inizio della saga, e viene descritto come un bell'uomo dal fisico atletico, molto simile a suo fratello Robert da giovane. Ha la carnagione intermedia, lunghi capelli corvini e occhi azzurri. È sbarbato e si presenta sempre elegante e ordinato. Tuttavia, Donald Noye, afferma che nonostante la somiglianza fisica, tra Renly e il fratello ci sono differenze molto sostanziali, e per intendere ciò che dice paragona Robert all'acciaio e Renly al rame, forse più bello nell'aspetto, ma non altrettanto utile all'uso.
Seppur terzogenito, Renly viene eletto dal suo fratello maggiore, il re Robert, lord di Capo Tempesta al posto di Stannis. È spesso considerato un ragazzo superficiale a corte, ciononostante il suo carisma gli conferisce molti amici. Ordisce una trama per convincere suo fratello Robert, il re, a ripudiare sua moglie Cersei per sposare Margaery Tyrell, avvalendosi della somiglianza di questa a Lyanna Stark.
Renly è presente alla battuta di caccia che diviene fatale per suo fratello Robert. Egli cerca di convincere Eddard Stark ad agire prima che Cersei lo faccia al posto suo, ma viene ignorato. All'auge del conflitto di successione tra Stannis e il suo non-nipote Joffrey, Renly decide di reclamare la corona per sé e muove guerra a entrambi. Si reca ad Alto Giardino, dove si allea con Mace Tyrell e ne sposa la figlia Margaery per cementarne l'alleanza. In cambio i Tyrell e i loro alfieri lo acclamano legittimo re dei Sette Regni e gli giurano fedeltà. Si dirige con un esercito composto da forze di Capo Tempesta, Alto Giardino ed i loro vassalli verso Approdo del Re ma è costretto ad allontanarsi da Capo Tempesta poiché suo fratello Stannis l'ha posta sotto assedio. Qui avviene un breve incontro tra i due fratelli dove ognuno ordina all'altro, invano, di riconoscerlo come legittimo re e decidono di combattersi il giorno seguente. Renly è fiducioso nella propria vittoria poiché le proprie forze soverchiano quelle del fratello. All'alba della battaglia, tuttavia, Renly viene ucciso nella propria tenda mentre sta indossando l'armatura. Viene incolpata Brienne di Tarth, membro della Guardia Arcobaleno, presente assieme a Catelyn Tully nella tenda in quel momento, dove vedono l'assassinio del giovane per mano di un'ombra evocata dai riti oscuri della sacerdotessa di R'hllor al seguito di Stannis, Melisandre.
Nella serie televisiva Il Trono di Spade, tratta dai romanzi, è interpretato da Gethin Anthony e doppiato in italiano da Roberto Gammino. La sua raffigurazione è una di quelle più fedeli al romanzo. Anni dopo la sua morte, Stannis viene sconfitto a Grande Inverno e rimane l'unico sopravvissuto del proprio esercito, e viene raggiunto da Brienne che lo giustizia sommariamente, vendicando Renly.

### Re Joffrey I Baratheon

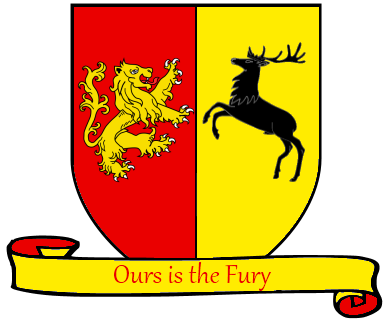
Sigillo personale di Joffrey e Tommen, il cervo incoronato dei Baratheon e il leone rampante dei Lannister che si affrontano

Ufficialmente, è il figlio primogenito di Robert e Cersei Lannister e il principale erede del Trono di Spade. Joffrey è in realtà un bastardo nato dalla relazione incestuosa tra sua madre e il suo fratello gemello Jaime. Egli presenta fin dall'infanzia lo stesso carattere sadico e malvagio della madre e una latente follia dovuta probabilmente al fatto che è frutto di un incesto. Joffrey ha dodici anni all'inizio della saga. Ha l'aspetto tipico dei Lannister, alto e di bell'aspetto, con pelle chiara, folti ricci dorati e occhi verdi, ma oltre a questo non mostra nessun'altra dote, come pensa il cavaliere della Guardia Reale Arys Oakheart: non è né saggio né arguto, non ha capacità marziali ed è totalmente incapace di capire le conseguenze delle proprie azioni. Come se non bastasse, Joffrey è stato viziato dalla madre, che ha soddisfatto tutti i suoi capricci e giustificato ogni suo comportamento scorretto, e negletto dal padre, che quasi lo disdegna, generando in lui molti complessi. Quando era ancora un bambino, nel tentativo di guadagnarsi la stima del genitore, sventrò una gatta incinta, estrasse i cuccioli morti dal ventre e li mostrò a Robert; il re, inorridito, tirò un ceffone al figlio, staccandogli due denti da latte. Questo episodio non fece altro che incrementare l'astio di Joffrey nei confronti di suo padre.
Alla vigilia della morte di Jon Arryn, la famiglia reale parte alla volta di Grande Inverno per eleggere lord Eddard Stark nuovo Primo Cavaliere. Qui Joffrey comincia a corteggiare la bella Sansa Stark, la figlia del lord che gli era stata promessa in sposa. A seguito di un alterco con sua sorella Arya, dimostra la sua vera natura e si guadagna l'odio della ragazzina. Durante il suo servizio, Eddard scopre che Joffrey, suo fratello e sua sorella minori sono frutto dell'incesto di Cersei e Jaime. Cersei organizza dunque la morte di Robert e fa arrestare Eddard. Joffrey eredita il trono e Sansa lo supplica di risparmiare la vita del padre. Joffrey promette di essere misericordioso, ma alla volta del patibolo, fa decapitare Eddard di fronte agli occhi della figlia. Quest'atto, compiuto contro il volere di Cersei, dà inizio alla guerra dei Cinque Re.
Joffrey, assolutamente inadatto al ruolo conferitogli, regna seguendo i suoi capricci, e la sua crudeltà lo rende un re impopolare, guadagnandosi l'epiteto di "Aerys III". Imprigiona la sua promessa sposa, facendola picchiare e umiliare in continuazione. Nemmeno la madre riesce più a controllarlo. L'unico in grado di tenergli testa è suo zio Tyrion. Dopo aver stretto l'alleanza con la Casa Tyrell, Joffrey ripudia Sansa per sposare Margaery Tyrell ignorando gli accordi matrimoniali prestabiliti. Joffrey viene ucciso durante i festeggiamenti delle sue nozze, avvelenato di fronte all'intera corte. Cersei accusa il fratello Tyrion e la sua sposa Sansa (nel frattempo fuggita da Approdo del Re). Tuttavia, ad ucciderlo sono stati Olenna Tyrell e Petyr Baelish, utilizzando un veleno noto con il nome di Strangolatore, camuffato tra le ametiste del copricapo di Sansa Stark, per "salvare" Margaery Tyrell e favorire il più docile Tommen. Tyrion suppose che Joffrey fosse stato il vero responsabile dell'attentato alla vita di Bran Stark. Ad eccezione di sua madre, Joffrey non viene pianto da nessuno: Arys Oakheart afferma che il giovane sarebbe diventato un re addirittura peggiore di Aerys e perfino suo padre naturale Jaime pensa che la morte di Joffrey sia stata solo un bene.
Nella serie televisiva Il Trono di Spade, tratta dai romanzi, è interpretato da Jack Gleeson e doppiato in italiano da Manuel Meli.

### Myrcella Baratheon
Ufficialmente, è la figlia secondogenita ufficiale di Robert e Cersei Lannister, è la principessa dei Sette Regni. Anche Myrcella è una bastarda nata dall'unione incestuosa tra Cersei e Jaime. Diversamente dalla madre, Myrcella è buona e dai modi cortesi, forte e intelligente. All'inizio della saga ha otto anni. Viene descritta come una fanciulla bellissima molto somigliante alla madre, dalla pelle chiara, lunghi capelli ricci dorati e gli occhi verdi. Si dimostra da subito molto precoce per la sua età: è ben conscia della natura di suo fratello Joffrey e, sebbene sia più piccola, sa tenergli testa. È molto adorata dalla madre in quanto è la sua unica figlia, ma quando i Martell giungono ad Approdo del Re, restano stupiti nel vedere come Cersei non la conosca affatto: la regina non si è mai accorta di quanto le doti che ha sempre attribuito a Joffrey, cioè l'intelligenza e la maturità necessarie a renderlo un sovrano ideale, non sono mai appartenute a quest'ultimo mentre, al contrario, esse sono ben evidenti in Myrcella, ma di questo Cersei, che ha sempre concentrato tutte le sue attenzioni su Joffrey (o meglio sul suo ideale di Joffrey), non lo è mai venuta a sapere. Anzi, tutto quello che Cersei crede della figlia è che lei sia triste lontano dalla propria famiglia, quando in realtà Myrcella è molto felice a Lancia del Sole, perché lì vi ha trovato persone che le hanno dato l'affetto mai ricevuto dal padre e la considerazione sempre negata dalla madre.
Myrcella acquisisce maggior rilievo negli eventi quando suo zio Tyrion la offre in sposa a Trystane Martell al fine di stringere un'alleanza con tale Casa. Viene inviata a Dorne, accompagnata dal cavaliere della Guardia Reale ser Arys Oakheart e sua cugina Rosamund. A Myrcella piace il suo promesso sposo, con il quale va d'accordo, e il sentimento è pienamente ricambiato dal giovane. Alla morte di Oberyn Martell, sua nipote Arianne decide si servirsi di Myrcella per vendicarsi dei Lannister: intende incoronarla regina di Dorne e quindi, in base alle leggi dorniane che non fanno discriminazioni sessuali, regina dei Sette Regni, generando così un conflitto di corona con il fratello minore Tommen e sollevare Dorne contro Casa Lannister. Il piano viene tuttavia sventato e Myrcella viene ferita, rimanendo sfregiata e priva di un orecchio, quando uno dei complici, ser Gerold Dayne, cerca di ucciderla.
Nella serie televisiva Il Trono di Spade, tratta dai romanzi, è interpretata da Aimee Richardson (nelle prime due stagioni), doppiata in italiano da Agnese Marteddu e Nell Tiger Free (nella quinta e sesta stagione), doppiata in italiano da Annalisa Franci. Nella serie Myrcella a Dorne viene usata come esca dalle figlie e dalla compagna di Oberyn Martell, per poi venire uccisa con un veleno dalle stesse.

### Re Tommen I Baratheon
Ufficialmente, è il figlio terzogenito di Robert e Cersei Lannister, Tommen è l'erede dei Sette Regni dopo suo fratello Joffrey, e in seguito sovrano di questi alla sua morte. Anche lui è in realtà nato dall'incesto tra la madre e il suo gemello. Tommen è un bambino molto docile, gentile e facilmente manipolabile, spesso vittima delle prepotenze di Joffrey. Tommen ha sette anni all'inizio della saga. Viene descritto come un bambino paffuto, dalla pelle chiara, capelli ricci biondi e occhi verdi.
Alla morte di Joffrey, Tommen prende rapidamente il suo posto e quindi incoronato re dei Sette Regni, sposandone poco dopo anche la vedova, la neo-regina Margaery. Le sue debolezze caratteriali si rivelano rovinose per la casa regnante: è solito apporre il sigillo reale ad ogni documento che gli si presenta senza neppure leggerlo e viene manipolato dalla sua ben più matura e influente moglie affinché finalmente si ribelli alla soffocante madre.
Nella serie televisiva Il Trono di Spade, tratta dai romanzi, è interpretato da Callum Wharry (nelle prime due stagioni) e Dean-Charles Chapman (dalla quarta stagione), doppiato in italiano da Arturo Valli. Al contrario di quanto narrato nei romanzi, nella serie Tommen è descritto come un adolescente. Finirà per essere manipolato in giochi di potere da Margaery e dall'Alto Passero (massima autorità religiosa dei sette dei), e si suiciderà dopo aver assistito alla loro morte. A causa del fatto che nella serie è di qualche anno più grande, rispetto alla versione cartacea, la personalità di Tommen viene leggermente sviluppata, in quanto, pur restando manipolabile a causa della sua natura mite e alla sua giovane età, tutto lascia intendere che, col tempo, l'influenza emotiva che Cersei ha esercitato su di lui sarebbe un giorno svanita.

### Shireen Baratheon
Figlia unigenita di Stannis e lady Selyse Florent, Shireen è la potenziale erede dei Sette Regni. Viene descritta come una ragazzina dolce, educata e gentile, molto dedita alla lettura. Shireen ha nove anni all'inizio della saga e viene descritta come una bambina dall'aspetto piuttosto sgradevole: ha la mascella quadrata e il mento sporgente del padre, e le grandi orecchie della madre. Il morbo grigio che contrae in fasce rende inoltre il suo viso e il suo collo per metà ricoperti di carne grigiastra e ruvida.
Come figlia ed erede di Stannis, Shireen risiede a Roccia del Drago e viene educata da Maestro Cressen. Trascorre molto tempo in compagnia di Macchia, un pazzo giullare, anche se i suoi vaneggiamenti a volte la spaventano. È una bambina seppur amichevole, abbastanza malinconica, e appare realmente felice soltanto quando trascorre il suo tempo con suo cugino, Edric Storm.
Quando suo padre diffonde per i Sette Regni l'illegittimità al trono dei suoi nipoti Joffrey, Myrcella e Tommen e muove loro guerra per reclamare il Trono di Spade come proprio, Shireen viene da lui nominata come sua sola e unica erede. Sua zia Cersei Lannister, su consiglio di lord Petyr Baelish, risponde alla sua accusa di incesto facendo diffamare sua nipote come figlia bastarda di sua madre e del suo giullare Macchia; suo zio Tyrion la addita addirittura come figlia dell'incesto tra Selyse e suo zio, il castellano di Capo Tempesta ser Axell Florent.
Alla vigilia della battaglia oltre la Barriera, Shireen, sua madre e il loro esercito si trasferiscono al Forte Orientale, ed in seguito, al Castello Nero.
Nella serie televisiva Il Trono di Spade, tratta dai romanzi, è interpretata da Kerry Ingram e doppiata in italiano da Vittoria Bartolomei. Al Castello Nero, Shireen insegna a Gilly a leggere, con disapprovazione della madre a causa delle origini della ragazza. Quando l'esercito si reca a Grande Inverno ma resta bloccato a causa del gelo, Melisandre convince Stannis e Selyse che, per risolvere il problema, la principessa dev'essere sacrificata a R'hllor, quindi la principessa viene legata su una pira e bruciata viva. Il giorno dopo, il ghiaccio comincia effettivamente a sciogliersi, ma la sacerdotessa rossa è l'unica a gioirne: Stannis è furioso e, appena dà l'ordine di marciare su Grande Inverno, viene a sapere che, inorriditi dal sacrificio di Shireen, quasi metà degli uomini ha disertato mentre Selyse, che fino ad allora era stata la più fervente credente in R'hllor, si è suicidata per il rimorso di aver lasciato morire la propria figlia. La campagna del Nord è un disastro, e alla fine anche Stannis, abbandonato pure da Melisandre, viene ucciso. Quando, qualche mese dopo, gli Stark riconquistano Grande Inverno, ser Davos Seaworth, che era molto legato alla bambina e che, prima della riconquista, aveva intuito cosa le fosse successo, confronta Melisandre al riguardo, causandone l'esilio dal Nord e giurandole che, se mai l'avesse incontrata in futuro, l'avrebbe uccisa. Prima della battaglia contro gli Estranei i due si reincontrano, ma Davos non avrà modo di vendicare la morte di Shireen, perché prima che possa farlo la sacerdotessa lo convince ad aspettare la fine della battaglia e quando poi essa viene vinta e l'uomo si prepara a compiere la sua sentenza, la fine del Re della Notte porta il potere di R'hllor ad abbandonare Melisandre, facendola invecchiare rapidamente e morire, mentre il sole sta sorgendo.

## Bastardi di re Robert

### Mya Stone
È la prima figlia bastarda messa al mondo da Robert, mentre questi era allevato da Jon Arryn a Nido dell'Aquila. Robert, durante la sua permanenza nella Valle, sovente andava a trovarla e giocare con lei, anche dopo aver perso ogni interesse per la madre. Spesso trascinava nelle sue visite anche Eddard Stark.
All'epoca de Il gioco del trono ha all'incirca 17 anni e lavora come guida dei passi montuosi che conducono dalle Porte della luna a Nido dell'Aquila. È una ragazza schietta e decisa, dal fisico agile e asciutto, con corti capelli neri e vivaci occhi azzurri. È Mya ad accompagnare Catelyn Tully, al suo arrivo nella Valle di Arryn, nella scalata notturna a dorso di mulo sino a Nido dell'Aquila e durante il tragitto riferisce di essere innamorata di Mychel Redfort, vassallo di ser Lyn Corbray. Ne Il banchetto dei corvi diventa amica di Sansa Stark.

### Gendry
Non riconosciuto da Robert, nasce da questi da una cameriera di una locanda di Approdo del Re. Quando diventa abbastanza grande e forte, uno sconosciuto paga per il suo apprendistato presso un fabbro. Gendry sviluppa un fisico imponente e una grande forza muscolare, più una tendenza alla testardaggine che, unita ad un elmo con corna di toro da lui forgiato, porteranno molti altri personaggi a chiamarlo "il Toro". L'apprendistato del ragazzo presso Thobo Mott viene pagato da Varys travestito da nobile. Il Ragno Tessitore paga profumatamente il mastro armaiolo anche e soprattutto per la sua discrezione e per il suo silenzio.
In seguito alla morte di Robert, Varys lo manda via da Approdo del Re, di nascosto da Cersei, con Yoren, membro dei Guardiani della notte, per entrare in tale confraternita. Viaggia con Arya Stark, Yoren e altri orfani e galeotti per raggiungere la Barriera. Durante il viaggio, stringe un rapporto di amicizia con Arya, di cui apprezza le capacità di adattamento alle avversità e lo spirito combattivo. Tra i due hanno luogo frequenti discussioni dovute a opinioni discordi, ma anche momenti di vicinanza e giocosità, anche se talvolta si manifesta un certo risentimento per la loro differenza di classe sociale. Il gruppo viene poi attaccato da ser Amory Lorch, alfiere di Casa Lannister, e i suoi uomini. Catturato, finisce prima come fabbro ad Harrenhal poi, dopo la sua caduta, si unisce all'organizzazione di fuorilegge che fanno capo a lord Beric Dondarrion. Viene poi nominato cavaliere da Beric, diventando così ser Gendry, Cavaliere della Collina Cava.
Mentre sta cercando di trovare Sansa Stark, Brienne di Tarth incontra Gendry che lavora come fabbro alla Locanda dell'Incrocio, ed è scioccata dalla sua somiglianza con Renly. Alla locanda, Brienne duella con Rorge e lo uccide, salvo poi essere gravemente ferita da Mordente. Fortunatamente Gendry le salva la vita, trafiggendo il collo di Mordente con una lancia.
Nella serie televisiva Il Trono di Spade, tratta dai romanzi, è interpretato da Joe Dempsie. Nella serie, il personaggio assorbe parte del ruolo di Edric Storm. Dopo essersi unito alla Fratellanza senza Vessilli viene venduto a Melisandre, per essere sacrificato in un rituale dove la sacerdotessa, che gli rivela le sue origini, gli preleva il sangue attraverso delle sanguisughe. Grazie al rituale, nelle settimane successive muoiono prima Robb Stark e poi Joffrey Baratheon, ma Melisandre intende uccidere i rimanenti avversari, togliendo la vita al giovane. Prima che ciò accada, però, Davos Seaworth lo libera e lo aiuta a fuggire. Senza più nessun posto dove andare, Gendry decide di nascondersi nel luogo più impensabile: torna ad Approdo del Re e apre una fucina nella Strada dell'Acciaio. Dopo qualche anno, Davos lo raggiunge e gli propone di seguirlo per aiutare Jon Snow: desideroso di rivalsa per ciò che gli è accaduto, Gendry accetta senza neanche chiedere cosa lo attenda. Incontrato Jon, Gendry gli rivela, contro i consigli di Davos, la propria identità, facendo amicizia col Re del Nord. I tre, assieme a ser Jorah raggiungono la Barriera, trovando lì Thoros di Myr, Bedric Dondarrion e Sandor Clegane, che li reclutano per la missione oltre la Barriera. Accompagnati da alcuni bruti, il gruppo parte e riesce a recuperare un non-morto, ma quando vengono raggiunto dall'esercito del Re della Notte, Gendry torna alla Barriera per chiedere aiuto a Daenerys Targaryen, che salva il resto del gruppo, a parte Thoros. Quando il Nord, aiutato da Daenerys, si preparano alla guerra, Gendry si occupa di costruire le armi in vetro di drago e costruisce, inoltre, un'arma per Arya, con cui passa la notte prima della battaglia. Sopravvissuto allo scontro, Gendry viene nominato Gendry Baratheon da Daenerys. Felice, annuncia la cosa ad Arya e le chiede di sposarlo, ma lei rifiuta. Qualche tempo dopo partecipa al consiglio dei lord ad Approdo del Re, dove appoggia la nomina di Bran come nuovo sovrano dei Sei Regni. Da quel momento il nome completo di Gendry sarà Lord Gendry Baratheon, Lord di Capo Tempesta, Lord delle Terre della Tempesta e Difensore del Sud.

### Edric Storm
Figlio bastardo di Robert e di Delena Florent. È stato concepito la notte delle nozze tra il fratello di Robert, Stannis, e Selyse Florent, nel loro stesso letto di nozze, prima che gli sposi entrassero nella camera nuziale. Robert in seguito si scusò col fratello dicendo di essere completamente ubriaco, ma Stannis non perdonò mai tale affronto. Vive a Capo Tempesta sotto la protezione di Cortnay Penrose, il castellano.
Stannis poi assedia il castello e prende sotto la propria protezione Edric con l'intento di usarlo come prova per le sue accuse di incesto nei confronti di Cersei e Jaime Lannister e delegittimare la pretesa al trono di Joffrey. Melisandre cerca di convincere Stannis a sacrificare Edric in quanto ella ritiene che il suo sangue sia "sangue di re" in grado di dare vita ai draghi di pietra di Roccia del Drago. Davos Seaworth, Primo Cavaliere di Stannis, ne organizza pertanto la fuga onde evitarne la morte.
Il personaggio di Edric non appare nella serie televisiva. Nel suo ruolo come potenziale vittima sacrificale di Melisandre, viene invece sostituito da Gendry.

### Bella
Figlia bastarda di Robert, fa la prostituta in una locanda chiamata "la Pesca". Bella, ad un certo punto, prende Gendry come cliente, il quale, però ha un malessere inaspettato.

### Barra
La più piccola dei figli bastardi di Robert, è, infatti, solo un'infante. Nata da una prostituta di non più di quindici anni, lei e la madre sono uccise da emissari di Cersei dopo la morte di Robert. A compiere il duplice omicidio fu Allar Deem, aiutante di Janos Slynt, comandante delle Cappe Dorate. L'infanticidio però non resta impunito, perché quando Tyrion viene a sapere cos'è accaduto, capisce di non potersi fidare di un uomo così spregevole e quindi, diventato Primo Cavaliere del Re, obbliga Janos a unirsi ai Guardiani della Notte.
Nella serie televisiva ad ucciderla è lo stesso Janos Slynt, mentre la madre viene risparmiata.

### Gemelli
Due gemelli concepiti con una serva di Castel Granito durante una visita di Robert nelle Terre dell'Ovest. Lord Tywin li fa uccidere appena nati e poi fa vendere la madre come schiava.

## Membri acquisiti

### Selyse Florent
Selyse Baratheon, nata Florent, è la moglie di Stannis Baratheon ed è lady di Roccia del Drago.

### Cersei Lannister
Regina dei Sette Regni, moglie di re Robert Baratheon.

### Margaery Tyrell
Figlia di lord Mace Tyrell. Nel corso della saga sposa tre membri di Casa Baratheon: Renly, Joffrey e Tommen.

## Membri storici della casata

### Orys Baratheon “Il Monco”
(?? P.C. - 38 D.C.)
Fondatore della Casa Baratheon. Era uno dei più valenti generali di Aegon I Targaryen ed era spesso considerato il suo presunto fratellastro da parte paterna. Era un uomo dall'indole molto orgogliosa e talvolta iraconda che caratterizzerà spesso i discendenti della sua casata, ed era descritto fisicamente con capelli neri e occhi azzurri.
Quando l'ultimo re di Capo Tempesta, Argilac Durrandon l'Arrogante propose ad Aegon di sposare la sua unica figlia e allearsi contro la minaccia di Harren Hoare, Aegon rifiutò dal momento che aveva già due mogli. Offrì invece il suo amico Orys e altre terre in aggiunta, ma Argilac si ritenne offeso dalla prospettiva di sposare sua figlia a un bastardo, tagliò le mani al messaggero e le inviò ad Aegon. Orys invase le Terre della Tempesta insieme a Rhaenys e sfidò in duello re Argilac, che venne ucciso. Aegon donò ad Orys il castello e le terre di Argilac. Argella, la figlia di Argilac, si incoronò Regina della Tempesta e rifiutò di aprire il castello ad Orys, ma fu tradita dai suoi armigeri e consegnata ad Orys nuda e in catene. Orys la coprì col suo mantello, le diede cibo e ospitalità e le narrò della morte coraggiosa di suo padre. Poco tempo dopo Orys sposò Argella e ne adottò gli emblemi, i vessilli e il motto della casata.
Orys aiutò Aegon nella prima guerra contro Dorne, lanciandosi in un assalto che però vide vittoriosi i Dorniani, che li assalirono di soprassalto di notte. I Dorniani bloccarono ogni via di fuga e Orys, insieme a molti dei suoi alfieri e cavalieri, venne catturato da un lord noto come Wyl di Wyl. Essi furono tutti riscattati da Aegon a peso d'oro, ma, una volta pagato il riscatto, a tutti gli uomini venne mozzata una mano. Orys non fu più lo stesso dopo l'accaduto, al punto che arrivò a dimettersi da Primo Cavaliere del Re e divenne ossessionato dalla vendetta contro Wyl. Durante la battaglia di Stonehelm, Orys ottenne la sua vendetta e il figlio di colui che lo aveva mutilato cadde nelle sue mani, al quale tagliò mani e piedi. Morì nel 38 D.C. durante il viaggio di ritorno a causa delle ferite, ma secondo suo figlio Davos morì felice guardando il macabro trofeo della sua vendetta.

### "Lord Baratheon"
(?? - ?? D.C.)
Presunto figlio primogenito di Orys e Argella Dundarron, la sua identità rimase sconosciuta nel corso della storia, e generò la discendenza della dinastia Baratheon.

### Davos Baratheon
(?? - ?? D.C.)
Presunto figlio secondogenito di Orys e Argella Dundarron, di Davos si sa soltanto ciò che annegò durante la battaglia del padre contro Dorne.

### Raymont Baratheon
(?? - ?? D.C.)
Di discendenza sconosciuta, spesso talvolta dibattuta tra il presunto figlio di Orys e il presunto figlio del Lord Baratheon, Raymont era un membro della Guardia Reale ai tempi di Aenys I Targaryen, al quale salvò la vita quando dei fanatici religiosi cercarono di assassinarlo.

### Rogar Baratheon
(?? - 62 D.C.)
Figlio del discendente sconosciuto e della sua consorte altrettanto sconosciuta, Rogar fu il primo tra i potenti lord a schierarsi in favore del futuro re Jaehaerys I Targaryen contro suo zio, il re Maegor il Crudele. Alla morte di quest'ultimo, Rogar fu nominato da Jaehaerys I Protettore del Reame, Primo Cavaliere del Re e amministrò il regno fino alla maggiore età del neo sovrano. Rogar sposò la regina vedova Alyssa Velaryon, madre di Jaehaerys, dalla quale ebbe due figli: Boremund e Jocelyn.

### Boremund Baratheon
(51/60 - 115 D.C.)
Figlio primogenito di Robar e della Regina Vedova Alyssa Velaryon, Boremund fu Lord di Capo Tempesta durante il regno di Viserys I Targaryen. Era descritto come un uomo bellicoso anche durante la vecchiaia. Boremund e il suo casato sostennero con fervore la successione di sua nipote Rhaenys Targaryen, figlia di sua sorella Jocelyn, al Trono di Spade. Egli fu un grande e leale amico della "Regina che non fu mai". Sposò una nobildonna sconosciuta dalla quale ebbe un solo erede, Borros. Morì prima dell'inizio della Danza dei Draghi.

### Jocelyn Baratheon
(52/61 - ?? D.C.)
Figlia secondogenita di Robar e della Regina Vedova Alyssa Velaryon, Jocelyn fu data in sposa al suo nipote, il principe Aemon Targaryen. Dall'unione dei due nasce una bambina, Rhaenys, che alla morte di suo padre avrebbe dovuto succedere al trono, ma che tuttavia fu tralasciata in favore di suo zio Baelon Targaryen e quindi battezzata dal popolino "La Regina che non fu mai".

### Borros Baratheon
(?? - 131 D.C.)
Figlio unigenito di Boremund e una nobildonna sconosciuta, Borros fu Lord di Capo Tempesta ai tempi della Danza dei Draghi. Era analfabeta nonostante il suo alto lignaggio e persino più battagliero del padre. Era descritto dalla corporatura alta e robusta, capelli neri e occhi azzurri. Sposò una nobildonna anch'ella ignota, dalla quale ebbe quattro figlie.
Alla vigilia della Danza dei Draghi a Borros venne proposto di schierarsi dalla parte dell'armata dei Draghi Verdi di Aegon II Targaryen su suggerimento del di lui fratello Aemond Targaryen, e dalla parte dell'armata dei Draghi Neri di Rhaenyra Targaryen su suggerimento del di lei figlio Lucerys Velaryon. In principio Borros considerò la proposta di Lucerys, ma decise infine di accettare quella di Aemond, e invitò i due a scontrarsi al di fuori della sua dimora. Nel bel mezzo della guerra, Borros offrì asilo a Jaehaera Targaryen, figlia di Aegon II, e invece di gettarsi di capofitto nelle battaglie, serbò le sue truppe per eliminare le restanti armate dei Soldati Neri, ormai esigue. Nonostante ciò, Borros commise l'errore di sottovalutare i suoi avversari, milizie delle terre dei fiumi, e cadde in battaglia per mano di Kermit Tully.

### Lyonel Baratheon “La Tempesta che Ride”
(??? - 239/245 D.C.)
Soprannominato la "Tempesta che Ride" per il suo temperamento oltremodo iracondo e impulsivo, Lyonel non ammetteva torti a suo danno. Era sposato, ed aveva una figlia ed un figlio, Ormund. Al torneo di Ashford combatté per Dunk. Ai tempi di Re Aegon V Taragaryen, il sovrano promise la mano del suo erede primogenito, Duncan "Il Piccolo", a una figlia di Lyonel. Il principe si innamorò però di una popolana, Jenny delle Vecchie Pietre, e la sposò rinnegando il patto nuziale. Sentendosi insultato Lyonel rinnegò la sua fedeltà al Trono di Spade e si autoproclamò Re della Tempesta scatenenando una breve e sanguinosa rivolta, e fu sconfitto in singolar tenzone proprio da Ser Duncan l'Alto. Al fine di porre un freno alla disputa con i Baratheon, Aegon V dà in sposa sua figlia Rhaelle a Ormund.

### Ormund Baratheon
(??? - 260 D.C.)
Figlio secondogenito di Lyonel e di una nobildonna sconosciuta, Ormund si schierò dalla parte di suo padre quando questi si ribella al re Aegon V Targaryen dopo che suo figlio, Duncan il Piccolo, ruppe il fidanzamento con la sua sorella maggiore per sposare un'altra donna. Con la morte del padre, sconfitto da Duncan l'Alto, Ormund divenne Lord di Capo Tempesta e siglò la pace con il sovrano sposando sua figlia, Rhaelle, dalla quale ha un figlio: Steffon Baratheon.
Dopo la tragedia della Sala dell'Estate, Ormund fu nominato Primo Cavaliere di suo cognato, il Re Jaehaerys II Targaryen. Egli fu posto come comandante dell'esercito durante l'insurrezione della Banda dei Nove e cadde in battaglia nel 260 D.C. tra le braccia del figlio Steffon.

### Steffon Baratheon
(246 - 278 D.C.)
Figlio primogenito di Ormund e Rhaelle Targaryen, Steffon fu il Lord di Capo Tempesta durante la reggenza di suo cugino, re Aerys II il Folle. Sposò Cassana Estermont, dalla quale ebbe tre figli: Robert, Stannis e Renly.
Su ordine del Re, Steffon partì insieme alla moglie per le Città Libere, in cerca di una sposa per l'erede al Trono di Spade, Rhaegar Targaryen. Il viaggio fu tuttavia infruttuoso e sulla via del ritorno una tempesta si abbatté sulla nave sulla quale il lord viaggiava, e perse la vita nel 278 D.C. insieme alla moglie.

### Harbert Baratheon
(??? - ??? D.C.)
Prozio di Robert, Stannis e Renly, ser Harbert fu maestro d'armi di Capo Tempesta e spesso ebbe il ruolo di castellano mentre il lord era assente. Dopo la morte di Steffon, Harbert fu castellano finché Robert non raggiunse l'età per ricevere il titolo di Lord.

## Casate fedeli

### Casate fedeli direttamente ad Approdo del Re
- Blount: è una casata nobile delle Terre della Corona il cui stemma rappresenta due porcospini neri separati da una banda rossa obliqua su sfondo verde. Ser Boros di Casa Blount è una delle Guardie reali.
- Chelsted. Lord Qarlton Chested fu per breve tempo Primo Cavaliere di Re Aerys II. La casata potrebbe essere estinta.
- Hayford.
- Hogg di Sow's Horn.
- Hollard  è un'antica casata nobile delle Terre della Corona i cui membri sono alfieri della Casa Darklyn di Duskendale. In seguito agli eventi della Ribellione di Duskendale, quasi tutti i membri della Casa Hollard sono stati condannati a morte su ordine di re Aerys II Targaryen, ad eccezione del giovane Dontos.
- Kettleblack: il loro stemma è un bollitore nero su un campo rosso. Tratti comuni ai membri di questa casa sono l'alta statura, i capelli neri e il naso aquilino. I Kettleblack sono noti per essere uomini senza scrupoli.
- Massey di Stonedance.
- Rosby di Rosby. Il suo seggio è il castello di Rosby, sovrastante il villaggio, situato a nord-est di Approdo del Re. I Rosby sono conosciuti per la loro salute cagionevole. Il loro stemma è un armellino con tre scaglionetti rovesciati rossi. Lord Gyles Rosby fa parte della corte di Approdo del Re.
- Rykker di Duskendale. I Rykker ebbero la signoria di Duskendale dopo la Sfida di Duskendale e la seguente esecuzione di tutti i membri di Casa Darklyn di Duskendale. Jeremy Rykker è uno dei ranger più importanti dei Guardiani della notte.
- Stokeworth di Stokeworth. Fedeli ad Approdo del Re, risiedono nel vicino Castello Stokeworth, a nord della capitale. Drappeggiano i loro vessilli con un agnello bianco che stringe un calice dorato, su campo verde. Il loro motto è “Orgogliosi di essere fedeli”.
- Thorne è una casata nobile delle Terre della Corona i cui membri sono alfieri della Casa Baratheon di Approdo del Re. Secondo fonti semiufficiali, il loro stemma rappresenta un mazzafrusto bianco su sfondo rosso con bordo raggiante nero.
- Darklyn di Duskendale. Governa il villaggio di Duskendale e la regione circostante da secoli. Il seggio è Forte Grigio, situato sulla cima di una collina che domina la città. La casa Darklyn si è estinta in seguito alla Ribellione di Duskendale, sebbene membri di case cadette come Darke, Darkwood e Dargood vivano ancora in città. Il loro simbolo è costituito da dei fusi neri su sfondo giallo, partito rosso a destra con sette scudi bianchi.

I bastardi nati nei domini di queste casate hanno come cognome Waters.

### Casate fedeli alla Roccia del Drago
- Bar Emmon di Sharp Point.

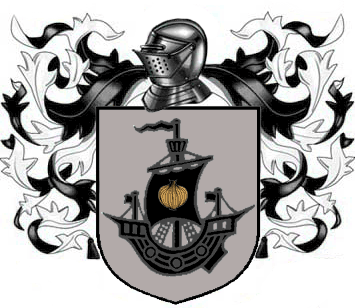
Sigillo di Casa Seaworth

- Celtigar dell'Isola della Chela. I Celtigar sono una casata antica e orgogliosa, che vanta anche una discendenza valiriana, e possono vantare il possesso di un'ascia in acciaio di Valyria. Il loro stemma rappresenta dei granchi rossi ripetuti su sfondo bianco.
- Rambton vassalli di lord Sunglass.
- Sunglass di Sweetport Sound.
- Velaryon di Driftmark, la più grande fra le isole della Baia delle Acque Nere. Altra sede della casata è il castello di Altamura. I Velaryon sono originari di Valyria e di conseguenze hanno avuto numerosi matrimoni dinastici con i membri di Casa Targaryen nel corso dei secoli. Il lord Velaryon ha anche il titolo di "Lord delle Maree". Il loro stemma è rappresentato da un cavalluccio marino color argento su campo verde mare e il loro motto è "Gli Antichi, i Veraci, i Valorosi".
- Seaworth di Bosco delle Piogge. I Seaworth sono una Casa recentissima. Ser Davos Seaworth era nient'altro che un contrabbandiere, ma la sua nave fu fondamentale per far resistere Stannis Baratheon durante l'assedio di Capo Tempesta all'epoca della ribellione contro i Targaryen. Per questo motivo viene chiamato da molti altri nobili, in maniera sprezzante, il "Cavaliere delle Cipolle". Al termine dell'assedio il suo status venne elevato da Stannis in persona, a titolo di ricompensa per i servigi resi. Stannis stesso però, gli mozzò alcune falangi della mano come punizione per la sua attività di contrabbandiere.

### Casate fedeli a Capo Tempesta
- Caron di Canto Notturno sono i lord delle Terre Basse, in seguito alla Battaglia della Baia delle Acque Nere i loro domini passano sotto il controllo della neonata Casa Foote.
- Connington di Posatoio del Grifone. In passato, era una casata che deteneva il titolo di lord e i cui domini si estendevano fino a raggiungere persino il Bosco delle Piogge. Quando Robert Baratheon ascende al trono in seguito alla morte di Aerys II, i Connington perdono il titolo di lord e nove decimi dei loro domini, distribuiti a casate vicine che si sono sempre dimostrate ferventi sostenitrici della causa di Robert. La Casa Connington passa quindi dallo status di casata nobile a quello decisamente più inferiore di semplice "casa di cavalieri". Il suo stemma rappresenta due grifoni a colori invertiti in lotta su partito di bianco e di rosso
- Dondarrion di Blackhaven è un'antica casata nobile delle Terre della Tempesta. Il suo seggio, Blackhaven, è situato nelle Terre Basse di Dorne, vicino alla Strada delle Ossa, punto di controllo dei passi che collegano le Terre della Tempesta a Dorne. Lo stendardo rappresenta una saetta biforcuta viola su seminato di stelle a quattro punte bianche su nero.
- Estermont di Pietre Verdi è una casata nobile delle Terre della Tempesta i cui membri sono tra i più importanti alfieri della Casa Baratheon. Il suo seggio, Pietre Verdi, si trova sull'isola di Estermont, a est di Capo Furore. Lo stemma rappresenta una tartaruga di mare verde scuro su sfondo verde chiaro.
- Horpe casata di cavalieri fedeli a Capo Tempesta.
- Morrigen di Nido del Corvo.La testuggine in campo verde degli Estermont di Pietre Verdi

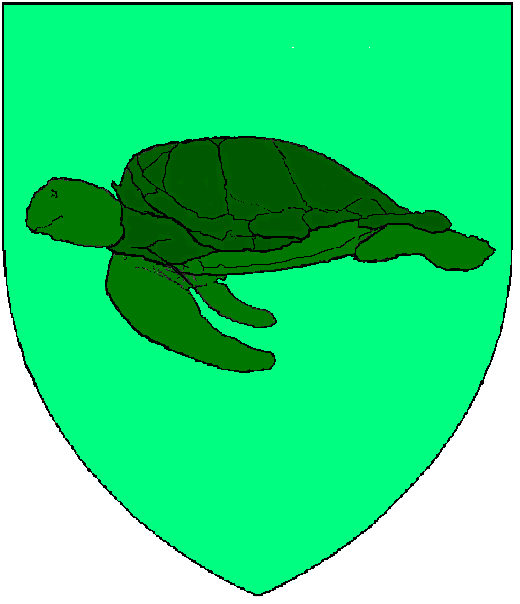
La testuggine in campo verde degli Estermont di Pietre Verdi

- Selmy di Sala del Raccolto, è una delle più importanti casate delle Terre della Tempesta. Il loro stemma consiste in tre steli di grano, su un campo marrone.
- Swann di Elmo di Pietra, è una delle più importanti casate delle Terre della Tempesta. Essi sono probabilmente la seconda più potente e influente famiglia delle Terre della Tempesta, dopo i Baratheon.  Il loro stemma consiste in due cigni in bianco e nero che combattono su un campo bianco e nero pallido
- Tarth  è una Casa nobile di Evenfall Hall nelle Terre della Tempesta. La famiglia regna a Tarth, un'isola situata a nord-est del Golfo dei Naufraghi. Si tratta di una delle principali case che hanno prestato giuramento a Capo Tempesta. Il loro stemma è diviso in quarti, composto da due soli splendenti su campo rosa e due lune crescenti bianche su campo azzurro.
- Trant è una Casa nobile delle Terre della Tempesta e una degli alfieri più importanti della Casa Baratheon. Il loro seggio è Gallowsgrey, lo stemma è rappresentato da un uomo impiccato di colore nero su sfondo blu e il loro motto è "Così finiscono i nostri nemici".
- Wylde con sede a Casa della Pioggia sono una delle casate più importanti fedeli a Capo Tempesta.La folgore dei Dondarrion

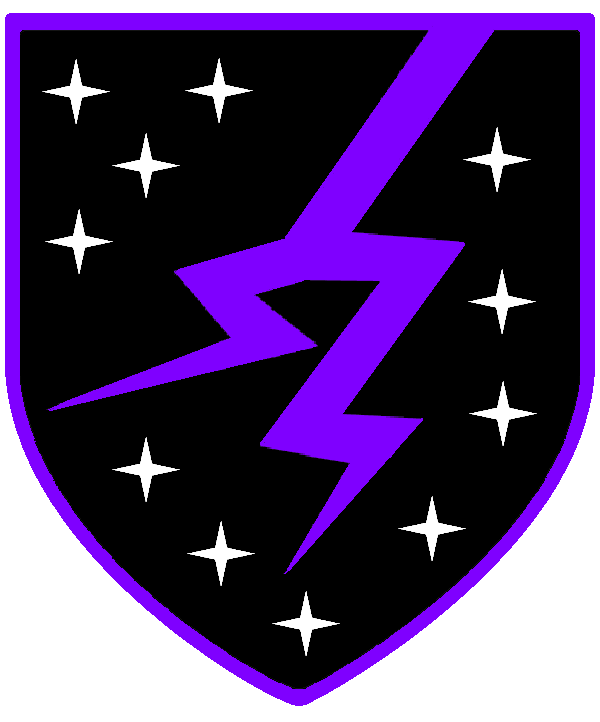
La folgore dei Dondarrion